# Independence (Luisiana)
Independence es un pueblo ubicado en la parroquia de Tangipahoa en el estado estadounidense de Luisiana. En el Censo de 2010 tenía una población de 1665 habitantes y una densidad poblacional de 282,33 personas por km².

## Geografía
Independence se encuentra ubicado en las coordenadas 30°38′10″N 90°30′19″O / 30.63611, -90.50528. Según la Oficina del Censo de los Estados Unidos, Independence tiene una superficie total de 5.9 km², de la cual 5.89 km² corresponden a tierra firme y (0.09%) 0.01 km² es agua.

## Demografía
Según el censo de 2010, había 1665 personas residiendo en Independence. La densidad de población era de 282,33 hab./km². De los 1665 habitantes, Independence estaba compuesto por el 54.59% blancos, el 40.24% eran afroamericanos, el 0.66% eran amerindios, el 1.62% eran asiáticos, el 0% eran isleños del Pacífico, el 0.42% eran de otras razas y el 2.46% pertenecían a dos o más razas. Del total de la población el 4.38% eran hispanos o latinos de cualquier raza.